# 世田谷信用金庫
世田谷信用金庫（せたがやしんようきんこ、英語：Setagaya Shinkin Bank）とは、東京都世田谷区に本店を置く信用金庫である。

## 沿革
- 1921年（大正10年）4月12日 - 有限責任世田谷信用販売購買組合として設立される。
- 1927年（昭和2年）1月19日 - 有限責任世田谷信用購買組合に改組。
- 1935年（昭和10年）12月14日 - 有限責任世田谷信用組合に改組。
- 1947年（昭和22年）7月21日 - 保証責任世田谷信用購買利用組合に改組。
- 1950年（昭和25年）2月28日 - 世田谷信用組合に改組。
- 1952年（昭和27年）7月1日 - 世田谷信用金庫に改組。
- 1986年（昭和61年）10月 -  愛称を「サバンク世田谷」に変更。（現在は「せたしん」に戻っている）
- 2021年（令和3年）4月12日 - 金庫創立100周年を迎えた[1]。
- 2022年（令和4年）10月22日‐大場信綱氏が理事長に就任した[2]。

## 店舗展開
本店はボロ市通りに面しており、世田谷代官屋敷の向かいに位置する。

店舗は世田谷区を中心とした城西地区に配置されているが、一部の支店は神奈川県にもある（青葉台支店など）。

## 愛称・略称
愛称は「せたしん」で、サービスや商品名に使用されている。
1986年（昭和61年）10月 にCIを導入した際、愛称を従来の「せたしん」から「サバンク世田谷」に変更していた。この「サバンク」は、SUBURBAN（郊外の）BANKの略であり、SURはラテン語で「優れた」を意味するという。
しかし「サバンク」という名称があまり浸透せず、2000年（平成12年）頃から「サバンク世田谷」の名称は徐々に使用されなくなっていき、現在では従来使われていた「せたしん」の愛称に戻っている。